# L'Illustration

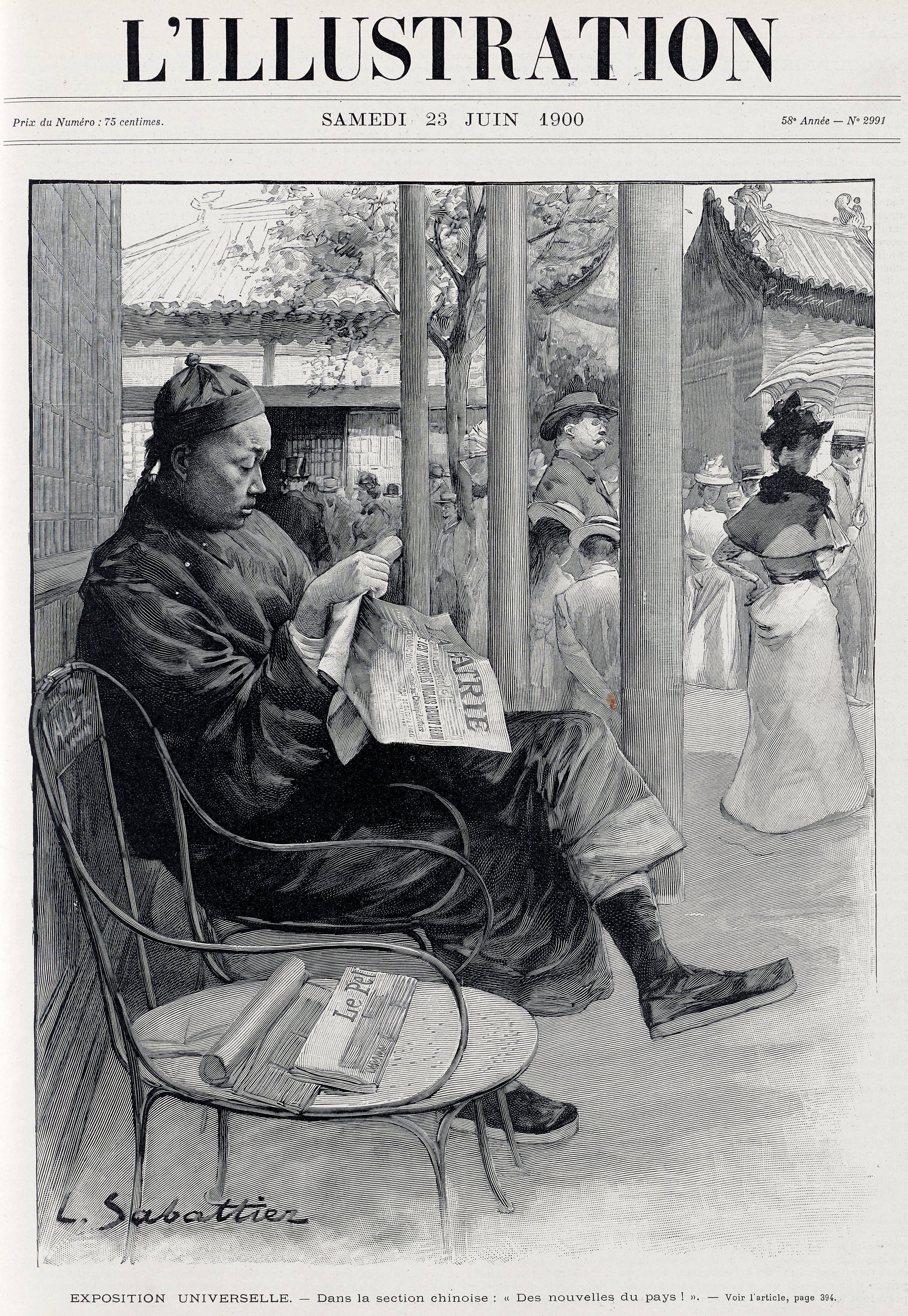
L'Illustration du 23 juin 1900.

L’Illustration est un magazine hebdomadaire français illustré paru de 1843 à 1944.
Journal de la bourgeoisie républicaine, il s'oppose aux monarchistes, lors de l'instauration de la IIIe République, puis évolue durant l'entre-deux-guerres vers la droite, se montrant hostile au Front populaire,.
Sa longue carrière prend fin à la Libération : conformément à l'ordonnance du 6 mai 1944, il fut interdit comme tous les périodiques qui avaient continué à paraître sous l'Occupation mais aussi notamment en raison de la présence du rédacteur politique Jacques de Lesdain, proche des idéologies de l’Allemagne nazie.
Une tentative de relancer le même concept en 1945 sous le nom de France Illustration ne rencontre pas le succès et doit cesser en 1955.
Condamné après-guerre, L'Illustration est un document historique resté dans la mémoire collective française, qui fait actuellement l'objet d'une campagne de numérisation de la BNF sur son site Gallica. Depuis le 29 juin 2025, 62 années de 1843 à 1909, désormais dans le domaine public, sont disponibles en lecture et en téléchargement.
Dans le cadre d'un projet commémoratif rassemblant la presse de la Première Guerre mondiale, les années de guerre 1914-1918 sont disponibles sur le site belge Het Archief.

## Histoire du support

### Fondation
En partie inspiré de The Illustrated London News fondé en mai 1842, l’hebdomadaire L’Illustration. Journal universel (selon son titre original) a été fondé d'après une idée du rédacteur en chef du Magasin pittoresque Édouard Charton, associé au journaliste Alexandre Paulin, à l'éditeur suisse Jacques-Julien Dubochet, lesquels apportent un financement, sans oublier le géographe Adolphe Joanne. Charton devient rédacteur en chef et gérant durant la première année ; l'administration générale est confiée à Armand Le Chevalier (d), mais c'est Paulin qui prendra l'ascendant.
Le premier numéro paraît le 4 mars 1843 au prix de 75 centimes pour 16 pages au format grand folio, deux fois plus cher qu'un hebdomadaire classique, et vise un lectorat bourgeois éclairé ou « libéral ». Comme I’Illustrated London News, l’Illustration s’autoproclame au-dessus de la politique, avec néanmoins un angle culturel assumé de divertir le public. Elle est neutre, et donc dit la Vérité. « Elle fixe le caractère de chaque fait, et réussit à lui conserver sa couleur originale ». La rédaction est située à Paris, d'abord 33 rue de Seine, puis elle déménage sous le Second Empire au 60 rue de Richelieu où elle restera 32 ans, pour enfin terminer au 13 rue Saint-Georges, tandis que l’imprimerie est d'abord celle de Firmin Didot avant de migrer à Saint-Mandé.
En 1859, Victor, le fils d'Alexandre Paulin (directeur de 1844 à 1859), vend ses parts majoritaires à Jean Auguste Marc, un illustrateur et manufacturier originaire de Metz, et dont la famille va diriger le journal jusqu'en 1903. Edmond Texier est nommé rédacteur en chef en 1860.

### Prépondérance de l’image

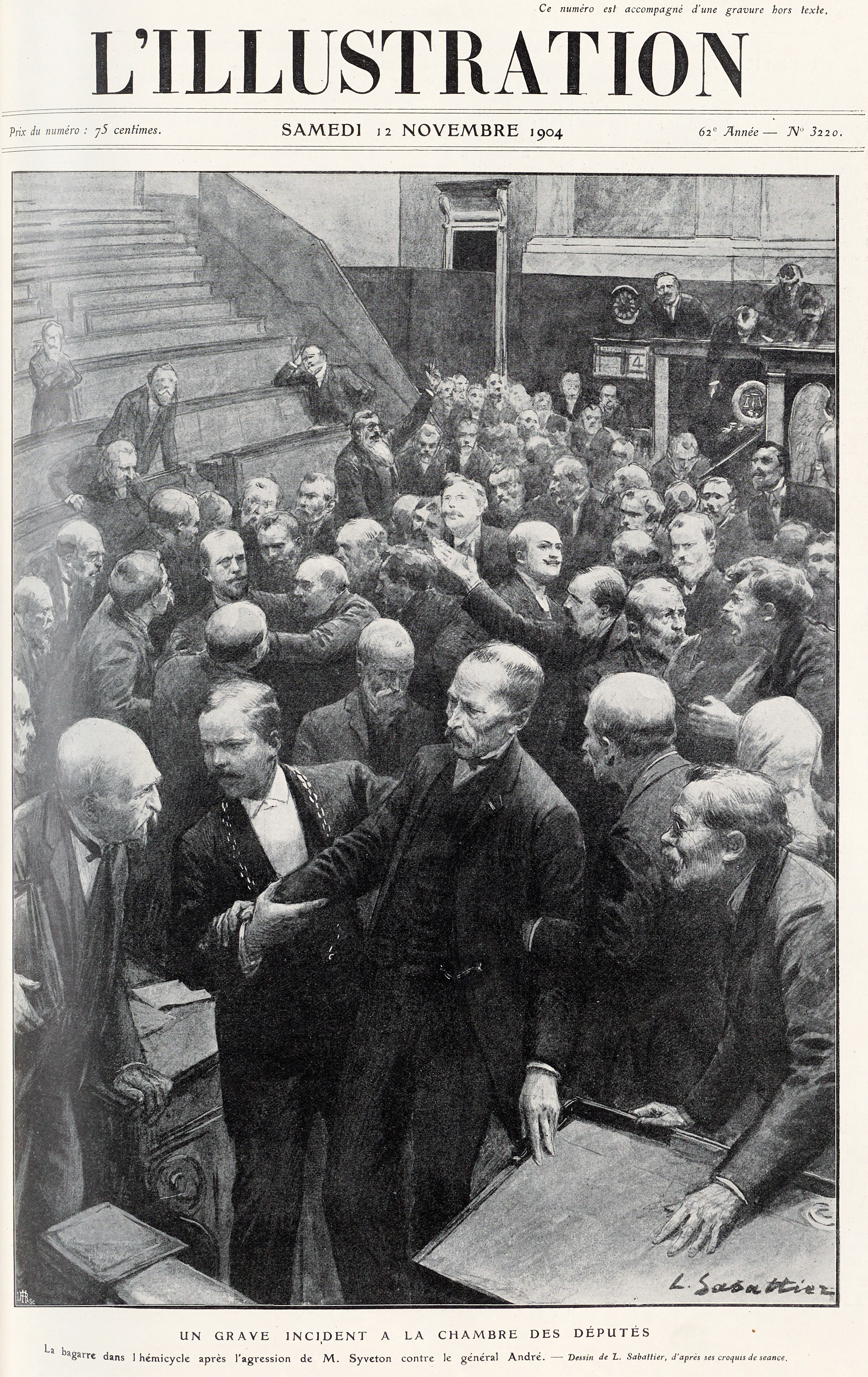
Une de l’édition du 12 nombre 1904 : le député nationaliste Gabriel Syveton a giflé le ministre de la Guerre du cabinet Combes, Louis André.

Dès ses débuts, dans la seconde moitié du XIXe siècle, L’Illustration va « s’attacher les meilleurs dessinateurs du moment » mais aussi débaucher les meilleurs graveurs de la place parisienne, contribuant par sa diffusion toujours plus large à la vivacité de la gravure sur bois. Le 26 août 1843 paraît dans le numéro 26 la première gravure exécutée d'après un daguerréotype. Par leur action à la tête de L'Illustration, Dubochet, cousin de Töpffer, et Paulin, rénovent l'approche journalistique : rechercher l'information à sa source, envoyer des correspondants ou faire appel à la collaboration des lecteurs comme source événementielle, avec l'impartialité comme objectif. Cette nouvelle politique éditoriale est une révolution à une époque où l'on se contente des dépêches d'agences et où les vues fantaisistes abondent. Peu à peu, est offert au lecteur un accès à l’événement vu par l'image documentaire et, systématiquement, une double page illustrée et légendée montre la primeur de l'image sur le texte. L'international devient également la marque de fabrique du journal. L'Illustration, qui a pour devise d'être un « journal universel », met en place une impressionnante logistique, pour être pratiquement toujours le premier à relater l'actualité du monde, sur les cinq continents. Toutefois, sous le Second Empire, Jean Auguste Marc (directeur de 1859 à 1886) se démarque très peu de la ligne éditoriale officielle imposée par le pouvoir. Les choses évoluent sous la Troisième République avec le retour d'une plus grande liberté de la presse, l'arrivée de Lucien Marc (directeur de 1886 à 1903) et l'utilisation progressive de procédés photomécaniques (dès 1880) qui permettent à l’hebdomadaire de mieux marquer son territoire. Cette politique de « la preuve par l'image » va aller en s’amplifiant. Ainsi par exemple, en juillet 1905, L'Illustration est le seul magazine à publier les images authentiques du cuirassé Potemkine, alors que, de leurs côtés, tous ses concurrents publient des photos de bateaux ressemblants. La couverture de la guerre des Balkans va mobiliser des courriers spéciaux qui, deux fois par semaine, couvriront les 2 200 km à cheval, en chemin de fer, par le biais de 10 compagnies différentes, pour plus de 72 heures de voyage. Ouvert à tous les aspects du monde contemporain, L'Illustration, se donne aussi pour mission de diffuser la connaissance et le savoir sans exclure aucun domaine.
Ayant ouvert sans trop y croire le champ du magazine illustré d'après photographies, le journal est peu à peu concurrencé sur son terrain par des supports entièrement illustrés de clichés : en 1905, la famille Baschet, qui prend la direction en 1904, voit dans les publications de Pierre Lafitte, présent sur ce terrain dès 1898, son adversaire le plus féroce.

### L'Illustrationpendant la Première Guerre mondiale

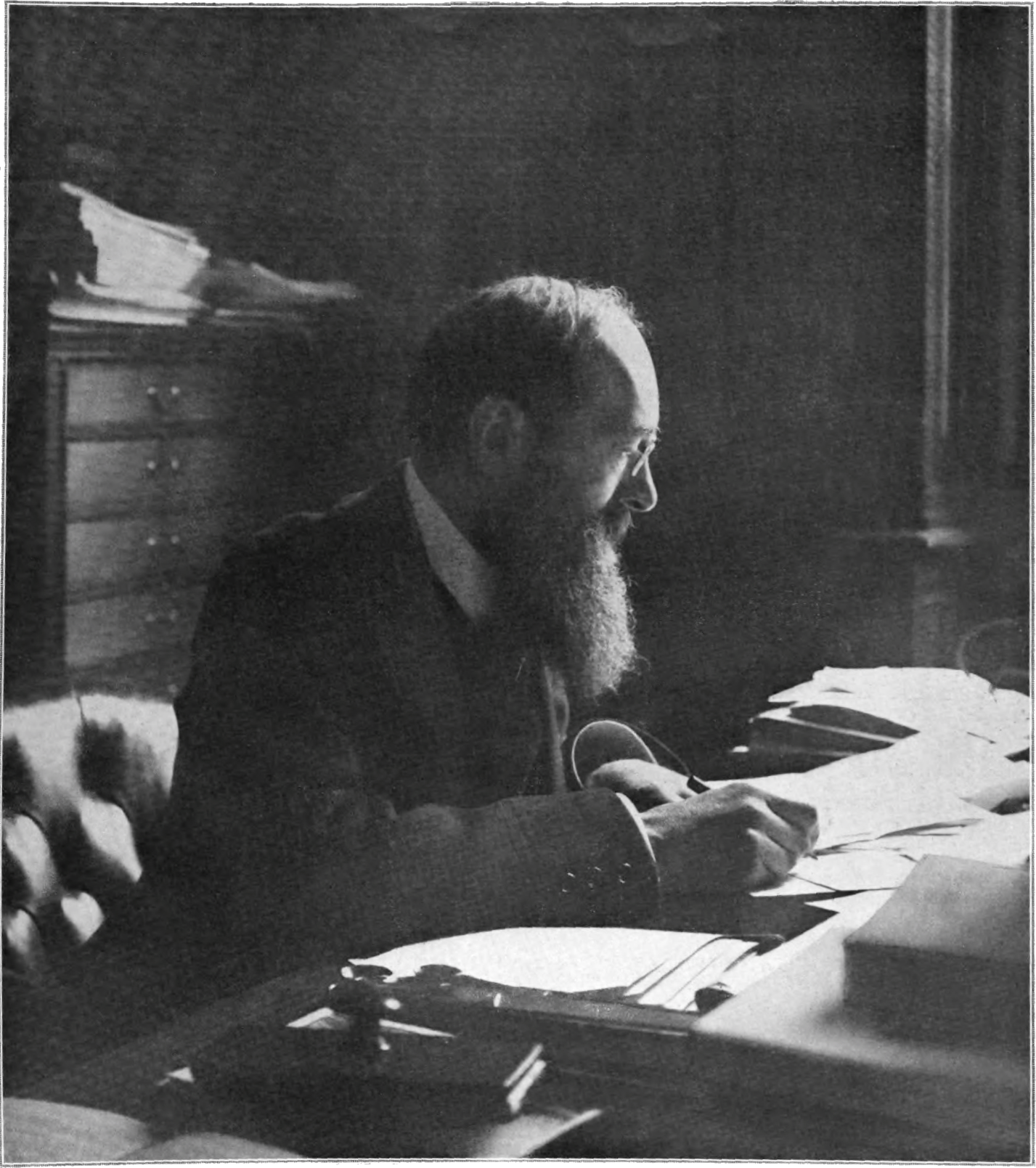
Maurice Normand, éditeur-en-chef de 1904 à sa mort, en 1923.

Tout au long de la Première Guerre mondiale, le journal diffuse des dessins, des cartes postales et des textes permettant de suivre les évènements sur le front et la vie à l’arrière. Chaque semaine, le journal est ainsi diffusé, alliant la vie militaire et celle de l’arrière. Il est notamment diffusé à la fois sur le front et à l'arrière. Henri Maigrot, dit Henriot, est notamment l’un des dessinateurs les plus prolifiques du journal, illustrant les années de combats et finissant par réunir une partie de ces contributions dans un ouvrage, nommé De l'arrière au front.
De 1914 à 1918, le journal atteint des niveaux records de tirages. Mais, il connait quelques difficultés : dans un article du 27 mai 1916, ils se plaignent d’être touchés par la crise de papier, comme beaucoup de journaux dans la métropole. Plusieurs fois, les presses doivent s’arrêter et le journal n’est pas imprimé.

## Aspects techniques

### Tirage
À ses débuts L'Illustration enregistre un tirage autour de 16 000 exemplaires ; entre 1871 et 1879 le tirage est d'environ 12 000 exemplaires, mais beaucoup plus lors des années de révolution ou de guerre comme en 1848, 1855 ou 1859. Le tirage passe de 20 000 à 47 000 exemplaires au cours des années 1880 et 1890, puis connaît une baisse sensible. Avec l'arrivée de la photographie, mais surtout de René Baschet à sa tête, le tirage s'envole, faisant de L'Illustration le premier magazine français mais aussi au monde. Le tirage monte à 92 000 exemplaires en 1907 et culmine à 650 000 en 1929.

### Ligne éditoriale
L’Illustration traitait de tous les sujets d’actualité, que ce soit dans le domaine politique, économique, social, scientifique, artistique ou sportif. Sa marque de fabrique était, comme son nom l’indique, une riche iconographie à chaque numéro (gravures, puis photographies, dessins, etc.).

### Premières photographies de reportage

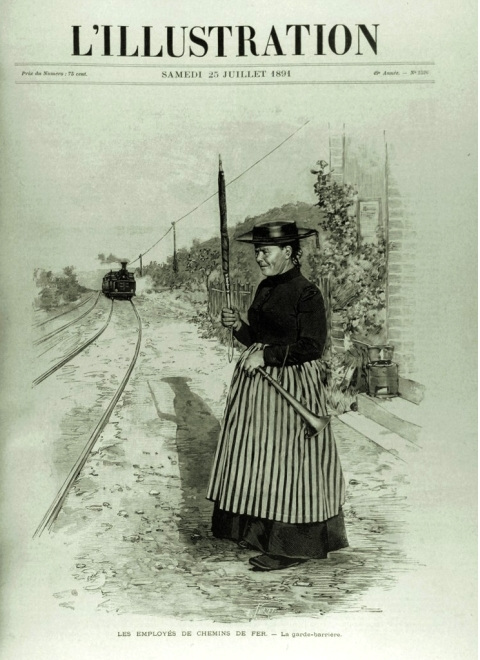
La garde-barrière, publiée le 25 juillet 1891.

Les premières tentatives de « photogravure » dans L'Illustration remontent à 1883 à partir de photographies de tableaux d'artistes, suivies par des reproductions adoptant le procédé Gillot. Il faut également faire mention des clichés de Félix Nadar reproduits en 1886 par Le Journal illustré et qui constituent un tournant. Cependant, certains chercheurs comme Raymond Lécuyer considèrent que L’Illustration est le premier journal en France à publier, en 1891, une photographie en noir et blanc, celle d'une « garde-barrière » signée Ernest Clair-Guyot,, : ces images, fortement retouchées et parfois remontées, sont issues de techniques mixtes, empruntant aux techniques photomécaniques (les trames), au dessin, et à la gravure sur bois. En dépit de mention comme « d'après une photographie instantanée », le traitement de l'image offert au lecteur induit un travail de mise en scène. Cependant, en 1897, le magazine commence à publier en similigravure des images d'actualité, un peu floues, comme prises sur le vif, et fait irruption dans le photo reportage mais globalement, la présence de gravures sur bois reste toutefois écrasante.
La publication, en 1891, d'un reportage — intitulé L'œuvre de la civilisation — et de gravures inspirées par les photographies de Joannès Barbier, illustrant le massacre de Bakel, suscite un important scandale médiatique et politique.
En 1900, le tirage utile du journal est de 52 000 exemplaires. Le suicide de Lucien Marc en juin 1903 fait suite aux mauvais résultats du groupe de presse qui peine à se renouveler face à ses concurrents qui débarquent sur le marché du magazine tout illustré (Félix Juven, Pierre Lafitte, Hachette, etc.).
Après la brève direction de Victor Depaëpe, L'Illustration devient en mars 1904 la propriété de la famille Baschet. Placé à la tête de L'Illustration, René Baschet (1860-1949), fils de Ludovic Baschet et éditeur à succès de la Revue illustrée lancée en 1885, s'entoure de ses deux frères Jacques (critique d'art et ancien fonctionnaire des Beaux Arts), et Marcel, ainsi que d'autres membres de sa famille. En dix ans, le tirage utile va grimper à 284 000 exemplaires et les abonnements remonter. René Baschet propose à ses lecteurs 50 % d'illustrations en plus. Par l'intermédiaire du photoreporter Léon Gimpel, le magazine publie durant l'année 1907 une première série de photographies en couleurs, puis des photographies aériennes prises depuis un dirigeable.

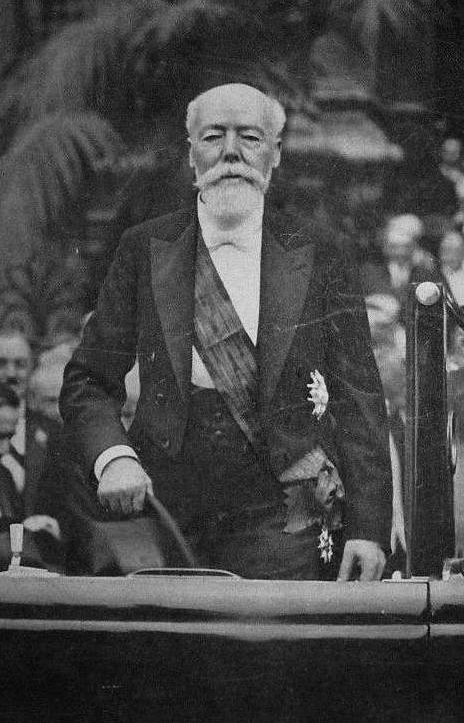
Photographie de Paul Doumer le jour de son investiture à la présidence de la République (une de L'Illustration du 20 juin 1931).

La qualité, la recherche du beau, l'excellence, et la rentabilité deviennent le fil conducteur de l'action des Baschet aux commandes du journal. Pour ce faire, le journal s'attache la collaboration des plus grands noms de l'époque sur le texte comme sur l'image : Gabriele D'Annunzio, Alphonse Daudet, Camille Flammarion, Henri Bataille, Paul Bourget, Georges Courteline, Georges Feydeau, Anatole France, Paul et Victor Margueritte, Edmond et Maurice Rostand, Tristan Bernard, Pierre Loti, Georges Clemenceau, Sacha Guitry, etc. De nouveaux dessinateurs et photographes, parmi les plus connus de l'époque, rejoignent l'équipe de collaborateurs de L'Illustration comme Gustave Babin (1865-1939), Louis Rémy Sabattier, Georges Scott, Jean Clair-Guyot (1890-?), Ludovic Marchetti (1853-1909)… Dans le domaine de la photographie, L'Illustration (qui soutiendra les frères Lumière dans leurs recherches et découvertes) joue un rôle majeur, en posant les bases du photojournalisme. Jimmy Hare, au service de L'Illustration, devient ainsi un des premiers photographes de guerre. Jules Verne, lecteur assidu de L'Illustration, confiera avoir créé le personnage de Michel Strogoff en s'inspirant de l'une des premières figures du reporter moderne : Jean-Baptiste Henri Durand-Brager, collaborateur de L'Illustration. La qualité d'impression du journal est aussi une obsession qui mènera à la construction de l'imprimerie de Bobigny en 1933. En 1907, c’est dans son supplément littéraire que le célèbre roman de Gaston Leroux, Le Mystère de la chambre jaune paraît en feuilletons. Le héros s’y appelle alors Boitabille avant de devenir Rouletabille dans le volume qui paraîtra l’année suivante.

### Premier magazine français puis mondial
Dès 1905, L'Illustration devient le premier magazine français, mais aussi du monde. C'est le seul titre de presse français à avoir réussi à s'imposer devant ses concurrents anglo-saxons.
Cette même année, pour susciter l'enthousiasme en faveur de l'aviation militaire, L'Illustration offre à l'armée française un monoplan commandé à la maison Blériot. L'oiseau de guerre sera baptisé du nom du journaliste français « Henri Lavedan ».
En 1912, l'Armée française et le ministre de la Guerre Messimy confient à Georges Scott, dessinateur star de L'Illustration, une étude sur les modifications à apporter aux tenues militaires, du double point de vue de la commodité et de l'élégance militaire. Scott réalise des uniformes de bonne tenue, et campe des soldats de bonne prestance.
René Baschet réinvente la presse moderne spécialisée en se lançant dans une politique, alors ambitieuse, de numéros hors-série : La mode, Le Jardin, L'Enfant, L'automobile, L'automobile et le tourisme, L'aviation, Les chemins de fer, La guerre civile espagnole, Paris, etc. L'un des plus célèbres, lancé avant son arrivée à la tête du groupe est le numéro de Noël, cadeau fastueux aux abonnés, distribué dans plus de 150 pays, imprimé à plus de 360 000 exemplaires, qui représente plus de 400 tonnes de papier à transporter en France et dans le monde et préparé par une équipe de plus de 200 personnes durant un an.
En 1920, Louis, le fils aîné de René Baschet, prend la direction du groupe Baschet SA. Il poursuit une politique de hors-série, en 1922, en aidant Lucien Vogel à fonder L'Illustration des modes, rapidement renommé Le Jardin des Modes l'année suivante, puis revendu plus tard à Condé Nast. En mars 1929, le même Vogel lance le magazine illustré VU qui devient un concurrent sérieux, plus moderne, tandis que le groupe de presse du Petit Parisien dirigé par la famille Dupuy tente à la fois de relancer Le Monde illustré et le lancement de nouveaux titres comme Le Miroir du monde.

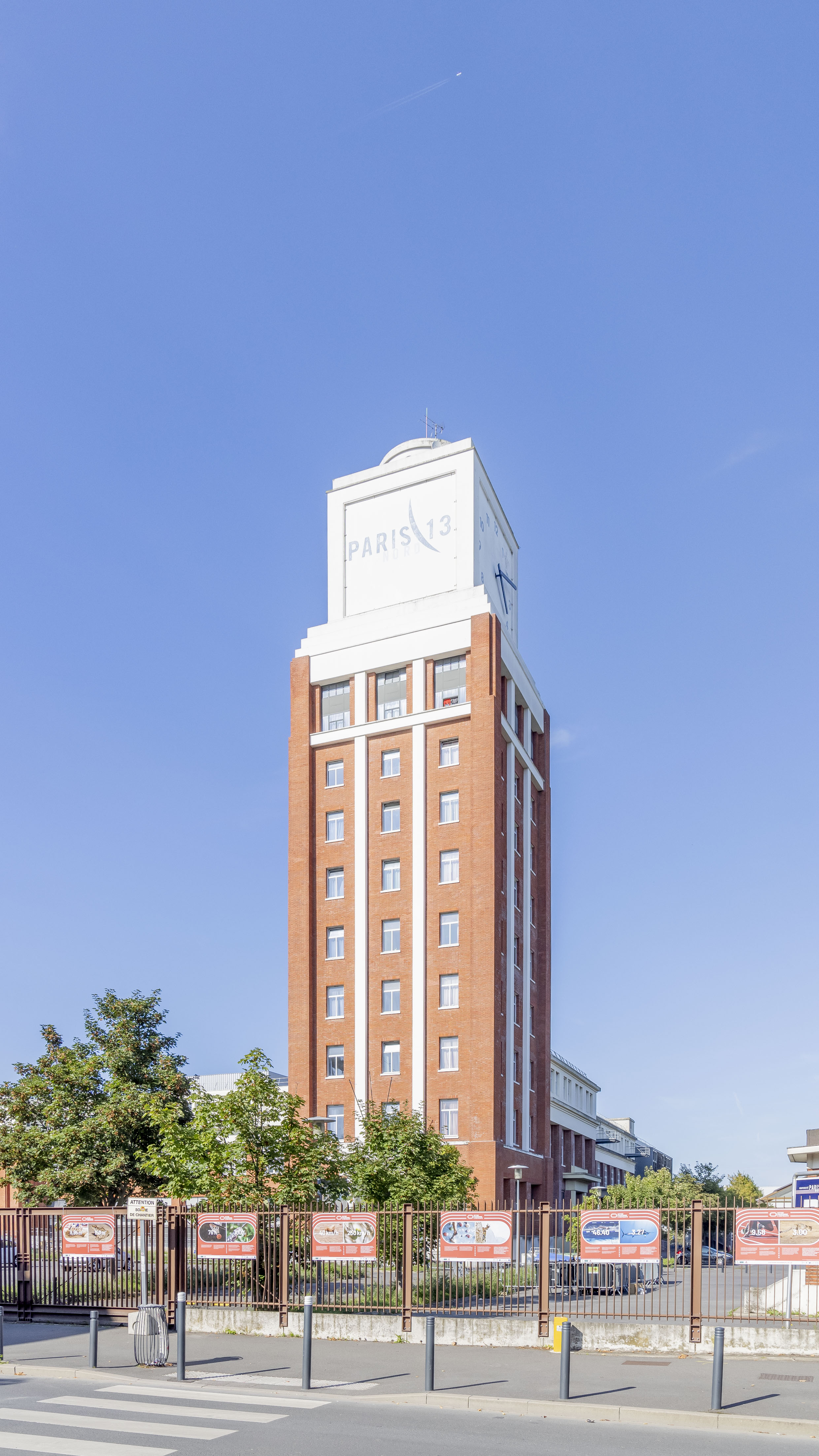
La tour de L’Illustration à Bobigny, reconvertie en résidence étudiante.

Au début des années 1930, le journal, en pleine prospérité, est à l’étroit dans ses locaux de la rue Saint-Georges. Il acquiert en 1931, 30 hectares de terrains maraîchers, à Bobigny, sur le site de « la Vache à l’aise ». Un bâtiment de briques rouges et de béton, de 141 mètres de long et 90 mètres de large, surmonté d’une tour de 64 mètres de hauteur, y est construit afin d’accueillir l’une des plus grandes et des plus modernes imprimeries d’Europe. Les travaux s’achèvent le 15 décembre 1932 et l’inauguration a lieu le 30 juin 1933.
La fabrication de l’hebdomadaire exploite à cette époque deux techniques d’impression très luxueuses : l’héliogravure et l’offset. Cette dernière fait de L’Illustration un périodique original dans la presse écrite puisque ce procédé ne se généralise qu’après la Seconde Guerre mondiale. En 1933, L’Illustration possède à Bobigny sept machines offset Roland dont trois modèles en deux couleurs. De nombreux tirages en couleurs agrémentent les articles chaque semaine, mais c’est surtout le numéro de Noël qui incarne le mieux le nom de l’hebdomadaire. Véritable feu d’artifice de couleurs, ce numéro demandait un surcroît de travail de plusieurs mois à l’ensemble du personnel. L’historien Jean-Noël Marchandiau signale notamment le témoignage d'un éditeur américain avouant l'incapacité de ses imprimeurs à égaler les prouesses de l'équipe des imprimeurs de Bobigny. En 1930, ce numéro de 36 pages, entièrement en couleurs, est vendu 35 francs alors que son prix de revient est bien supérieur.
Le témoignage de L'Illustration dans bien des domaines est majeur, en assumant un patriotisme engagé. Premier média au monde durant la Première Guerre mondiale, le titre joue un rôle majeur durant le conflit ce qui lui vaudra de recevoir les louanges de l'ensemble des Maréchaux de France.
En 1936, René Baschet est élu à l'Académie des beaux-arts.
L'Illustration publie également de nombreux numéros hors série consacrés à des sujets d'actualité. Chaque année est publié un numéro spécial consacré au Salon de peinture, au Salon d'automne, au Salon de l'automobile, à l'aéronautique et le numéro spécial Noël au mois de décembre. Les grands anniversaires nationaux sont célébrés, comme le centenaire de l'Algérie française, le tricentenaire des Antilles françaises, les 150 ans de la Révolution française en juillet 1939. La mise en service triomphale du « Normandie » en mai 1935 fait l'objet de deux éditions différentes particulièrement luxueuses. Des hors série prestigieux sont publiés lors des grands évènements internationaux, comme les couronnements des souverains étrangers, les conflits en Asie ou Éthiopie mais aussi les différentes expositions universelles ou spécialisées comme l'Exposition coloniale de 1931, l'Exposition Arts et techniques de 1937 ou celle de New York en 1939. Certains numéros feront l'objet d'album de luxe reliés par l'éditeur.
Compte tenu du tirage important et du niveau social élevé du lectorat, de grandes marques d’automobiles, de produits de luxe, de boissons, y insèrent des annonces publicitaires créées par des affichistes et illustrateurs réputés : Cappiello, Cassandre, René Gruau, Géo Ham, Alexis Kow, Charles Lemmel, Georges Léonnec, Georges Lepape, René Ravo, Pierre Simon, Marcel Vertès, René Vincent…

### Suppléments

#### «La Petite Illustration»
En 1913, L'Illustration créera un supplément hebdomadaire d'une trentaine de pages appelé « La Petite Illustration » qui remplacera un fascicule consacré au théâtre « L'Illustration théâtrale ». Cette revue littéraire hebdomadaire publia des centaines de pièces de théâtre et romans inédits, dont beaucoup ne furent jamais réédités. Quelques numéros furent consacrés à la poésie.

#### «L'Illustration économique et financière»
Avant la Première Guerre mondiale, le journal possédait des pages consacrées à l'économie. Après la guerre, cette partie fut confiée à Gabriel Lagros de Langeron qui décida d'en faire un supplément comme la Petite Illustration. En 1930, le nom devient « L'Orientation économique et financière ».

### Dernières années
L’Illustration continue de paraître durant la Seconde Guerre mondiale : à partir du 5 décembre 1940, le magazine est placé sous la direction politique du collaborateur Jacques Bouly de Lesdain qui est imposé par Friedrich Grimm pour une durée de trois ans. Jugé comme un organe de la collaboration, L'Illustration sera interdit à la Libération. L'avant-dernier numéro imprimé et diffusé est le numéro 5290-5291 daté des 29 juillet - 5 août 1944 : il présente en couverture une photo intitulée « L’attentat contre le Führer : la salle après l’explosion de la bombe ». Dès le 31 août, un administrateur provisoire, Alfred Corouge, est désigné à la tête de l’entreprise avec pour conséquence que le siège de la rue Saint-Georges, l’imprimerie de Bobigny, et le fonds de commerce soient placés sous séquestre. Une information contre René et Louis Baschet est ouverte en décembre 1944, pour « atteinte à la sûreté de l’État » ; quant à Bouly de Lesdain, il est en fuite (il est condamné à mort par contumace en 1950). En 1954, après dix ans de procédures judiciaires, la famille Baschet se voit restituer ses biens.
Le journal essaye entretemps de renaître : en octobre 1945, une nouvelle équipe relance le titre sous le nom France-Illustration et sous la direction de Georges Cahen-Salvador, avec Georges Oudard et Vincent Delpuech à la rédaction en chef, mais, face à la concurrence d'un Paris Match, disparaît en 1955, après avoir plafonné à seulement 75 000 exemplaires et fusionné un temps avec son ancien concurrent, Le Monde illustré. Les premiers numéros de cette nouvelle série, identiques en termes de format et de techniques d'impression à la précédente, possèdent des couvertures illustrées par des peintres comme Albert Brenet.
L’imprimerie de Bobigny continue de fonctionner jusqu’en 1971 pour des travaux de sous-traitance. Les locaux servent ensuite d’entrepôts puis, abandonnés, sont rachetés par la ville de Bobigny qui les cède pour un franc symbolique à l’université Paris XIII. Par la suite, l'Université confiera la tour et son terrain au CROUS de Créteil qui l'a depuis rénové et y a aménagé une résidence universitaire.

### Dessinateurs, graveurs et peintres notoires
Liste non exhaustive, une recherche dans l'Index des noms 1843-1932 donne 311 dessinateurs, 92 graveurs et 1730 peintres :
- Andriolli
- Émile Bayard
- Bertall
- Pharamond Blanchard
- Karl Bodmer
- Louis Bombled
- Joseph-Félix Bouchor
- Alexandre Jean-Baptiste Brun
- Eugène Burnand
- Cami
- Caran d'Ache
- Cham
- Maria Chenu
- Henry Cheffer
- Crafty
- Dagnan-Bouveret
- Paul-Charles Delaroche
- Draner
- Drian
- L. Dumont
- Durand-Brager
- Jules Férat
- Forain
- Albert Fourié
- Gustave Fraipont
- Gavarni
- Auguste Gérardin
- Henry Gerbault
- Henri Gervex
- Victor Gilbert
- Jules Girardet
- Karl Girardet
- Grandville
- Eugène Grasset
- Albert Guillaume
- Dudley Hardy
- Géo Ham
- Henriot
- Charles Hoffbauer
- Georges Louis Hyon
- Janet-Lange
- Albert Jarach
- Jeanniot
- Job
- Lucien Jonas
- Nikolaï Karazine
- Kupka
- Lambert
- Auguste Lançon
- Henri Lanos
- Jules Laurens
- Charles Léandre
- René Lelong
- Alexis Lemaistre[27]
- Marcel-Lenoir
- Auguste Lepère
- Édouard Loëvy
- Dick de Lonlay
- Lorsay
- Louis Malteste
- Malo-Renault
- Ludovico Marchetti
- Mars
- Georges Montbard
- Louis Morel-Retz, dit Stop
- Alfons Mucha
- Raymond de La Nézière
- François Pannemaker
- Lucien-Paul Pouzargues
- Peka
- Édouard-Antoine Renard
- Paul Renouard
- Louis Rémy Sabattier
- Georges Scott
- Albert Sébille
- Sem
- José Simont
- Henri Thiriat
- Émile Tilly et Auguste Tilly
- Osvaldo Tofani
- Henri Valentin
- Jacques Touchet

### Photographes notoires
« De 1843 à 1859, sur une moyenne de 20 000 images imprimées, 215 sont des gravures « d'après photographies ». Les choses évoluent à partir des années 1892-1898, grâce aux procédés techniques de reproduction photographique, mais c'est sous la Première Guerre mondiale que le médium photo finit par se généraliser. »
- Henri Abéniacar
- Joshua Benoliel
- Victor Bulla
- Jean-Baptiste Henri Durand-Brager
- Blanquart-Evrard (d'après)
- Brébisson (d'après)
- Ernest Clair-Guyot
- Disdéri (d'après)
- Jules Gervais-Courtellemont
- Léon Gimpel
- Jimmy Hare
- Pierre Ichac
- Gustave Le Gray (d'après)
- Mayer et Pierson (d'après)
- Emmanuel Sougez
- Jean Nicolas Truchelut

### Archives
Le fonds et la marque L'Illustration sont aujourd'hui la propriété de la famille Baschet. L'intégralité des documents ayant servi à faire le magazine, dessins, plaques de verre, bois gravé, négatifs, a été conservée, cas peu courant pour un magazine de cette époque. La famille Baschet gère ce fonds par le biais de la société L'Illustration et a rendu accessible, en 2013, l'intégralité du magazine, en ligne, par le biais du site lillustration.com. Dans les années 1980 ont paru à l'initiative d'Éric Baschet une collection intitulée Les grands dossiers de L'Illustration. Histoire d'un siècle 1843-1944, volumes qui rassemblent de façon thématique des articles et une iconographie parus dans la revue, tels que : La France au-delà des mers, La Grande Guerre, La Grande-Bretagne, La guerre d'Espagne, La mode, Les croisières automobiles, Les expositions universelles, etc.